# Maruša Štangar
Maruša Štangar, född 31 januari 1998, är en slovensk judoutövare.
Štangar tävlade för Slovenien vid olympiska sommarspelen 2020 i Tokyo. Hon besegrade Kang Yu-jeong i den första omgången i extra lättvikt, men blev därefter utslagen i den andra omgången av Paula Pareto.